# Abbaye de Seligenporten
L'abbaye de Seligenporten est une ancienne abbaye cistercienne à Pyrbaum, dans le Land de Bavière, dans le diocèse d'Eichstätt.

## Histoire
Le couvent est fondé en 1242 par Gottfried von Sulzbürg et son épouse Adelheid von Hohenfels. En 1247, il prend le nom de "Felix Porta" et incorporé à l'ordre cistercien, ce que confirme en 1249 l'évêque d'Eichstätt Heinrich von Württemberg.
En 1500, le monastère possède 350 propriétés avec 650 habitants dans plus de 20 endroits imposables. Il a un droit de patronage sur sept paroisses et deux chapelles. En 1550, la dernière abbesse du couvent cistercien, Anna von Kuedorf, doit remettre le lieu aux protestants. En 1576, lorsqu'elle meurt, l'église devient un lieu de culte évangélique.
Lors de la Contre-Réforme, Seligenporten est de nouveau catholique en 1625. En 1671, l'abbaye est confiée aux visitandines du couvent Saint-Augustin d'Amberg.
Au cours de la sécularisation en 1803, les bâtiments et les possessions sont vendus. Les bâtiments sont la plupart du temps abandonnés. Les bâtiments conservés sont repris en 1931 par la branche masculine de l'ordre cistercien qui les quitte en 1967. Les locaux sont transformés en un hôtel-restaurant.
L'abbaye abrite les plus anciennes stalles d'Allemagne, datant du XIIIe siècle. En outre, on trouve des monuments funéraires de la maison de Wolfstein.